# Srećko Lipovčan
Srećko Lipovčan (Zagreb 25. rujna 1942. – 9. travnja 2009.) hrvatski sveučilišni predavač, urednik i nakladnik, prevoditelj (književna i politološka proza), novinar i publicist Njegova je kći glumica Dora Lipovčan.

## Životopis
Lipovčan je rođen u Zagrebu gdje je polazio osnovnu školu, Klasičnu gimnaziju te potom studirao na Pravnom i Filozofskom fakultetu u Zagrebu (1969.), na kojemu je diplomirao povijest. U Kölnu i tadašnjem Zapadnom Berlinu studirao je njemački jezik, slavistiku, povijest Jugoistočne Europe i bizantinistiku. Postdiplomski studij (polje: znanost o književnosti) pohađao na zagrebačkom Filozofskom fakultetu, na kojem je 1999. godine doktorirao tezom "Mladi Ujević: Prozno književno djelo 1909. – 1919."
Lipovčan je radio kao novinar, kazališni i književni kritičar od 1962. godine za brojne novine: Studentski list, Polet, Omladinski tjednik, Telegram, Prolog, Kolo, Vijenac, Novinar. Zaposlen je kao novinar i urednik na Radio-Zagrebu od 1964. do 1972. godine, kad je izbačen iz Društva novinara Hrvatske na prijedlog Aktiva novinara Radio Zagreba. On je, kako se ističe u obrazloženju Suda Časti Društva novinara Hrvatske, „svojim nacionalističkim djelovanjem na Radiju Zagreb i u listu Hrvatski tjednik bez ikakvog uvijanja pokazao svoje pravo lice zagriženog nacionaliste, koji je, nažalost, dospio u novinarske redove“. Tada odlazi u Njemačku gdje je novinar i urednik od 1972. do 1990. na radio-postajama u Kölnu i Berlinu: Deutsche Welle, Westdeutscher Rundfunk, Sender Freies Berlin. Poslije 1990. godine, na fakultetu Hrvatski studiji Sveučilišta u Zagrebu predavao je kolegije Mediji i hrvatska kultura (studij hrvatske kulture/kroatologija) i Publicistika. (Studij novinarstva); proučavao je kulturnu i političku problematiku 19. i 20. stoljeća, povijest medija, povijest hrvatskoga novinarstva i publicistike. Od 2000. godine do odlaska u mirovinu 2007. Srećko Lipovčan zaposlen je kao znanstvenik u Institutu društvenih znanosti Ivo Pilar. Bavio se kulturnom i političkom problematikom 19. i 20. stoljeća, povijesti medija, hrvatskim iseljeništvom te životom i djelom dr. Ive Pilara.

## Djelo
Novinarski mu, književnopovijesni i znanstveno-teorijski opus obaseže oko 1500 jedinica. Među djelima posebice mu se ističu četiri autorske knjige visokih znanstvenih dometa te više od šezdeset ovećih studija koje su bile objavljivane u prvorazrednim publikacijama u zemlji i inozemstvu.

## Djela
- Mladi Ujević: politički angažman i rana proza: (1909. – 1919.), Književni krug, Split, 2002., ISBN 953-163-152-2
- Vrijeme nevremena: ogledi, kritički zapisi i polemike o kazalištu i književnosti, Društvo hrvatskih književnika, Zagreb, 2006., ISBN 953-6810-70-0
- Stoljeće povjestica, Naklada Ljevak, Zagreb, 2006., ISBN 953-178-804-9
- Mediji - druga zbilja?, Hrvatska sveučilišna naklada, Zagreb, 2006., ISBN 953-169-128-2